# 中國結
中國結，古稱絡子，是一种中国民间艺术形式。起源于结绳记事，《易·系辞》记载“上古结绳而治，后世圣人易之以书契”，是为文字的前身。

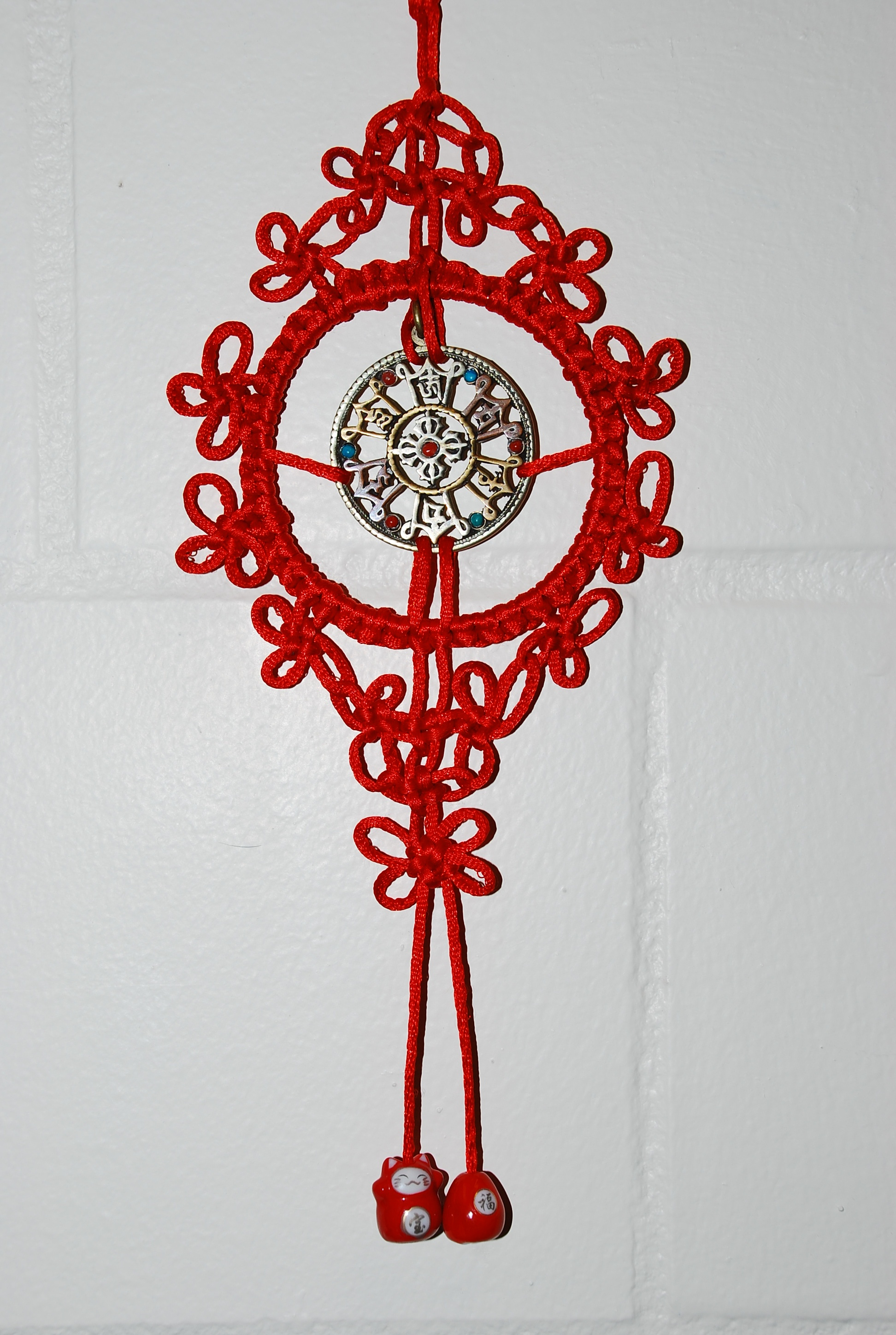
中国结

中國結由線或繩編成。每一个基本结根据其形、意命名。把不同的结饰互相结合在一起，或与其他具有吉祥图案的饰物搭配组合，就形成了中国结。如“吉庆有余”、“福寿双全”、“双喜临门”、“吉祥如意”、“一路风顺”等组配，以表示祝福或祈求。

## 名稱由來
現代「中國結」一詞，是1980年底陳夏生與漢聲雜誌社合編《中國結》一書時命名的，1982年1月首次出現在中華民國政府公文上:8。

## 历史
远古时期，原始人为穿系、捆扎猎物，产生了原始的绳编；山顶洞人的遗迹中发现了骨针及带孔的骨、贝类饰品，为穿系饰品、缝制衣物，必然会产生原始的绳结。

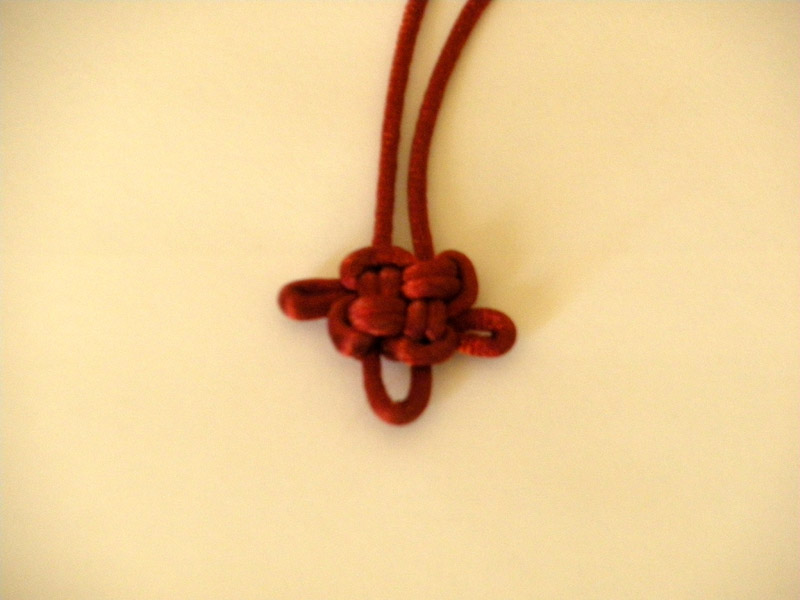
幸運結

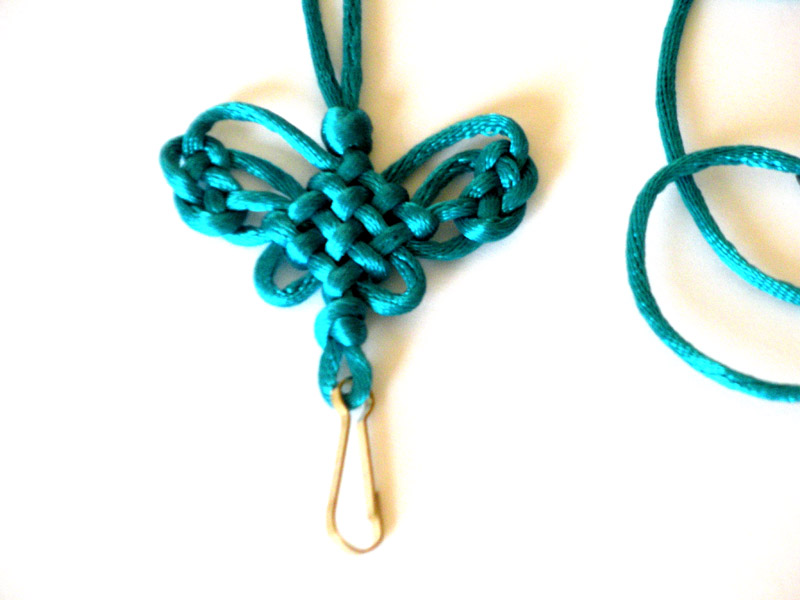
蝴蝶結

除了实用功能和记事功能，绳结也逐渐形成了审美内涵，虽然上古的绳结由于材质原因，很难存世，但却以绳结纹的形式在当时的器物（如陶器、青铜器等）上保存了下来。器物上的绳结纹从旧石器时代到商周不断发展，到春秋战国时期，已经具有相当高的美学水平。
绳结不仅用于器物的装饰，从战国时期开始，绳结在服装装饰中就开始应用。漢服“宽衣博带”，“束服之结”自然成为绳结在服装装饰中的一种重要的应用；古人尚玉，周代男子就有佩玉的习俗，《尔雅义疏》中记载“佩玉之组条，用以连贯玉者，也叫纶，用丝绳婉转结之”，出土文物显示，早在战国时期，就已出现了众多种类的佩玉绳结。此外，古代的印章、铜镜大都有印钮、镜钮来系绳以便佩戴或手持。
唐宋时期，中国结被大量地运用于服饰和器物装饰中，呈明显的兴起之势；明清时期，出现各种用途、各种名称、各种样式的中国结，中国结的发展达到鼎盛，使绳结由一种装饰提升为一种艺术。
历史上，编结工艺分为绳和结。在古代，一定数量的技工會被安置在宮廷内外去生产绳和结，这是为了应付宮中各處的需求。绳、结和流苏都是先分别制造再合併。
进一步的系结来源，也被发现在中国一些文学作品（如诗歌、小說）和私人信函中。《红楼梦》就對這種艺术作了广泛的探讨 。
随着更先进的技术和编织图案日益复杂化的发展，系结现象在千百年来过程中持续稳步演变。在清朝织结终于突破了本身单纯的民俗地位，从而成为了一个在中国社会被認可的傳統艺术形式，并登峰造极。织结艺术持续蓬勃发展，直到1911年辛亥革命，帝国统治结束，中华民国成立，与此同时中国开始进入现代化建设时期。从1949年中華人民共和國成立到1976年文化大革命结束，中国织结艺术在中國大陸几乎失传，但於港澳地區仍然有人視之為休閒嗜好，因此並未完全消失。
在1970年代末，织结之风在台湾复興，这主要是由于来自国立故宫博物院的陈夏生的努力，也是她创办了中国织结促销中心。在1980年代，她集中精力研究从清朝流传至今的织结手工艺品。如今，中国结在台海两岸得到了广泛普及，在众多的特色商店都可以找到它们。

## 制作

### 材质
中国结最主要的材料是线。其材质有丝、棉、麻、尼龙、混纺等。而线的色彩一般为单色，常见的有红色、金色、綠色、藍色、黑色等，以中国红最为常见；为古玉一类古雅物件编装饰结时，线应选择较为含蓄的色调，诸如咖啡或墨绿，为一些形制单调、色彩深沉的物件编配装饰结时，最好在结中夹配少许色调醒目的细线，如金、银或者亮红。
除线以外，中国结还可镶嵌些圆珠、管珠，或用手工编织品、竹片、竹编品等来辅助。中国结的坠子则多为玉石、金银、陶瓷、珐琅等饰物。要注意相互之间的搭配。

### 形状
中國結有許多不同形狀，最常見的有花、鳥、龍、魚、鞋，被視為辟邪和帶來幸運的幸运物。

## 结的类型
1. 梅花结：又稱四花结。
2. 团锦结：又稱六花结，结形圆满，变化多端，类似花形，结体虽小但美且不易松散，常镶嵌珠石。
3. 盤扣結：又稱纽扣结、刀系索结、水手哨结，常用以扣紧衣服，因其功能而命名。
4. 双联结：又稱马修沃克结。
5. 十字结：结之两面，一为口字，一为十字，名为十字结。
6. 平结：平结是以一线或一物为轴,将另一线的两端绕轴穿梭而成,平结用途很广,可用来连接粗细相同的线绳,也可编制手镯,挂链等饰物。
7. 蜻蜓结：形似蜻蜓，编蜻蜓结的方法有数种，最重要的在于身躯部分，应注意前大尾小，以显生动。
8. 盘长結：又稱线圈结、庙宇结、黄花结、2x2神秘结。象征心物合一、无始无终、永恒不灭的最高境界，代表着大道的吉祥，因此受到人们极度重视。盘长是象征回环贯彻，是万物的本源，是最重要的基本结之一，经常是许多变化结的主结，也因为中国结具有紧密对称的特性，所以在感观视觉上更容易被一般人所喜爱。
9. 吉祥結：吉祥结为十字结之延伸，亦是古老装饰结之一，有吉利祥瑞之意。编法简易，结形美观，而且变化多端，应用很广，单独使用时，若悬挂重物，结形容易变形，可加定形胶固定。
10. 蝴蝶结：以宝结为主体，再以两边耳翼上各编一个双钱结当蝴蝶的翅膀而成。宝结，状似古钱元宝，寓意富贵；南方方言中“蝴”与“福”同音。蝴蝶结的所指为蝴蝶配上铜钱，即称“福在眼前富贵吉祥”，若编上五双蝴蝶可寓意五福临门。
11. 藻井结：因其中央的井字，周边对称的斜纹而得名，是一种典型的实物符号。中国宫殿式建筑，涂画文彩的天花板，谓之“藻井”，又称“绮井”，是一种装饰用的图案，在敦煌壁画中就有许多藻井图案，井然有序，光彩夺目，因此这一符号具有地域代表性。另外，由于其能指源于自然界，那么符号的所指意义也可以由此延伸为人与自然和谐共存的象征。
12. 琵琶结：琵琶扣结是以纽扣结为基础，再加以变化而成，其形状似乐器琵琶而得名。琵琶之音又与吉祥之果"枇杷"相同。
13. 寿字结： 寿字结即以寿字为结形而得名，是最具祝福意味的结式，可单独垂挂，或编成对对盘扣，送给长者做礼物，既美观大方，又具有双寿双福的深远意义。
14. 如意结：变化多端，状似灵芝，传说中灵芝为长生不老之药，乃吉祥瑞草。 寓意万事称心，吉祥如意。
15. 祥云结： 祥云结是以纽扣结编至最后时将两线头分别向左右平抽而成，其形状似祥云而得名。可用于编制吉祥图案的云彩。也可相串连编成吉祥项链、腰带，结形美观大方。
16. 双钱结： 又称金钱结或双金线结，即是以两个古铜钱状相连而得名，象征"好事成双"。古时钱又称为泉，与"全"同间，可寓意为"双全"。 寓意财源广进，财源亨通。
17. 方胜结： 方胜结的形状因似方胜而得名，是由一个磬结和盘长结组合而成，常被当做吉祥的饰物，在中国古老结饰中屡见不鲜。
18. 龙形结：可单独与其他结式相搭配，构成吉祥而美丽的图案，如双龙抢珠、苍龙教子等。或以龙形结当胸针、摆饰均可。
19. 桂花结：桂花结是中国结艺网胡波老师07年时原创的一个新结。因形似桂花而起名桂花结，桂花结教程是徒手教程，不用借助工具直接在手上编。可寓意多子多福，富贵无疆。
20. 酢浆草结：又名“中国式蝴蝶结”，其三个外耳就像是酢浆草的叶片，故而得名。多用于传统服饰的绶带。
21. 锂鱼结： 鱼和余裕的余同音同声，而被人们认为是吉祥，在鲤鱼上配以牡丹，可题为"富贵有余"。鲤又与利同音，可寓家家行利，自古以来，鲤鱼即被视为祥瑞之物，如"年年有余"，寓意吉庆有余。
22. 同心结： 同心结的一般形状是两股彩绳绾成连环回文的形式，然后再抽紧而成，后来又发展成为同心方胜——即折叠成扁平条状的两根锦带按同心结的结法编成长方形。王实甫的《西厢记》第三本第一折里说：“把花笺锦字，叠做个同心方胜儿”，即是把信笺彩纸折成同心结形。 寓意恩爱情深，永结同心。
23. 法轮结：寓意惩恶扬善。
24. 磐结：牢固勾结。汉 王符 《潜夫论·忠贵》：“当吕氏之贵也，太后称制而专制， 禄产秉事而握权，擅立四王，多封子弟，兼据将相，外内磐结。”《新唐书·封伦传》：“今解而西，则贼势磐结，后难以图。”《资治通鉴·汉顺帝永和三年》：“今二州盗贼磐结不散， 武陵 、 南郡 蛮夷未辑， 长沙 、 桂阳 数被徵发，如复扰动，必更生患。”今寓意吉庆祥瑞，普天同庆。
25. 戟结： 戟又与"吉"同音异声，因此，戟常被视为吉祥的器物，如果将吊有磬的戟插进花瓶，可题为"平安吉庆"，或把一杆在两端从磬上吊有鱼的戟插入花瓶，则可寓意"吉庆有余"。戟结与寿字结相类似，是以双环结、双联结组合而成。 也寓意前程似锦。
26. 双喜结：囍型。

## 民俗符号
从历史上看，中国结的设计，源于两个主要的民俗符号。
“万”字符号是7000年前两河流域苏莫尔人文化中的一个与太阳崇拜相关的圜天旋转生命符号。这个符号进入中国中原以后与中原文化融合，成为中国本原哲学体系的表征符号。它的内涵随之也发生了变化：由苏莫尔人的“圜天旋转生命”的文化内涵转化为中国人的“阴阳祥和，生生不息”的哲学文化内涵。在中国结符号系统中，“万字结”是一个传承了千年的古老中国结，它以特有的民间艺术能指形式再现了万字符号。
7000 年前亚细亚河流域美索布达米亚萨马拉陶瓷盘底中心的苏莫尔人象征生生不息的哲学符号，在传入中国后，逐渐演化为我们今天的“盘长”符号（在蛇图腾的黄帝氏族发源地陕北，这个符号被称为“蛇盘九蛋”）。盘长符号在中华民族几千年的生存史中，被赋予阴阳祥和与生命繁衍的意义，生命永生的内涵流传至今。中国结中广为人知的“盘长结”是“盘长”符号立体的再现，也是中国结艺中最有代表性的“结”之一。它象征着“阴阳相合，生生不息”的吉祥所指。

## 规约符号
中国结本身的设计就含有“最具通识性的标志”，可有效减少不同文化环境背景中的受众在理解过程中的认识差异。中国结系统的设计中采用的规约符号有两种——数字符号和色彩符号。
数字规约符号体现为“1”的运用。中国结是用一根线绳通过绾、结、穿、编、绕、缠、抽、修等多种工艺技巧按照一定程式循环有序连绵不断地编制而成的。一根线绳在缠绕穿梭中有序运作，并且不同的运行线路配上不同饰件可变化出不同的形状，装饰于不同部位，呈现出千变万化的所指。因此，每个结饰都蕴涵着事事顺心、一路顺通、时代绵长、福禄承袭、财富源源不断的吉祥所指。
色彩规约符号的使用表现为对传统“五色”的单独使用或搭配。传统的中国结符号色彩以青、赤、黄、白、黑为主，其中红色为主色。“五色”即中国民间艺术的“五观”色彩体系，所指为“吉利祥瑞”，中国传统的民间艺术都是以五色为基本色调。红色是中国传统文化中最具有明显积极意义的色彩，是喜庆的象征，因此，中国结符号具有民族性。

## 用法
在现实生活中，人们在新婚的帐钩上装饰一个“盘长结”，寓意一对相亲相爱的人永远相随相依、永不分离；在佩玉上装饰一个“如意结”，意指称心如意、万事皆吉；在夏日的扇柄上装饰一个“吉祥结”，表示大吉大利、吉人天相;在剑柄上装饰一个“法轮结”，有如侠胆仗义、弃恶扬善；在烟袋上装饰一个“蝴蝶结”，“蝴”与“福”谐音，意为福在眼前，福运照；大年三十晚上，长辈用红丝绳穿上百枚铜钱作为压岁钱，以求孩子“长命百岁”；端午节用五彩丝线编制成绳，挂在小孩脖子上, 用以避邪，称为“长命缕”；在本命年里，用红绳扎于际或手腕，也是为了驱病除灾；在居所定家的大门上挂上“吉祥结”，意为大吉大利、瑞气祥升。在当下的社会生活和艺术作品中，中国结的文化涵义也不断得到体现与延伸。
2015年4月14日，中国九位顶尖级风筝放飞高手齐聚湖南长沙，一同放飞一面吊有三只小羊的巨型“中国结”风筝。
2018年7月22日，昆明某幼儿园成功挑战世界最大的中国结吉尼斯世界纪录称号。最终完成的中国结高度为40.72米，直径为41.59米，重约4吨。
中国结与现代生活相结合，发展成为了多个产品，主要分两大系列：挂饰和服饰。两个系列又包括多个品种，如挂饰有：大型壁挂、室内挂件、汽车挂件等；服饰有：戒指、耳坠、手链、项链、腰带、古典盘扣等。

## 以中國結作為圖案設計
在2001年8-9月南非举行的反对种族歧视世界大会的会徽和第十四届亚运会的会徽都是采用的中国结的“双鱼结”图案；突出了一个统一体中，凡是有利于对方的便有利于整体的和谐统一、反过来有利于自身的吉祥理念以及团结与共同发展的完美精神。
中国联通标志的设计也采用了“盘长结”的造型特点来取其“源远流长，生生不息”、“四环贯彻，一切通明”的本意来延展联通公司的通信事业无以穷尽，日久天长的寓意。
中国银行的标志还是同样采用了“双钱结”的造型特征来寓意提升中国银行的传统文化底蕴和“钱”、“泉”、“全”谐音来完成钱象泉水那样源源长流，以及象征“全部”的整体积累和圆满精神的理念。
2008年北京申奥的标志

## 影響

### 朝鮮結
在韩国，装饰编结工艺被称为（韓語固有詞，表示「結」的意思），朝鮮結受中国编结工艺的影響

### 日本結
由于更加强调用織繩来编织结，日本结往往侧重于个体结。